# Держанівка (Коростенський район)
Держані́вка — село в Україні, в Олевській міській територіальній громаді Коростенського району Житомирської області. Населення становить 57 осіб (2001).

## Географія
На східній околиці села бере початок річка Теремша.

## Історія
У 1906 році в селі мешкало 132 особи, налічувалось 22 дворових господарства.
До 11 серпня 2016 року село входило до складу Стовпинської сільської ради Олевського району Житомирської області.

## Населення
Згідно з переписом УРСР 1989 року чисельність наявного населення села становила 77 осіб, з яких 35 чоловіків та 42 жінки.
За переписом населення України 2001 року в селі мешкало 55 осіб. 100 % населення вказало своєю рідною мовою українську мову.